# Wallfahrtskapelle (Obersulm-Weiler)

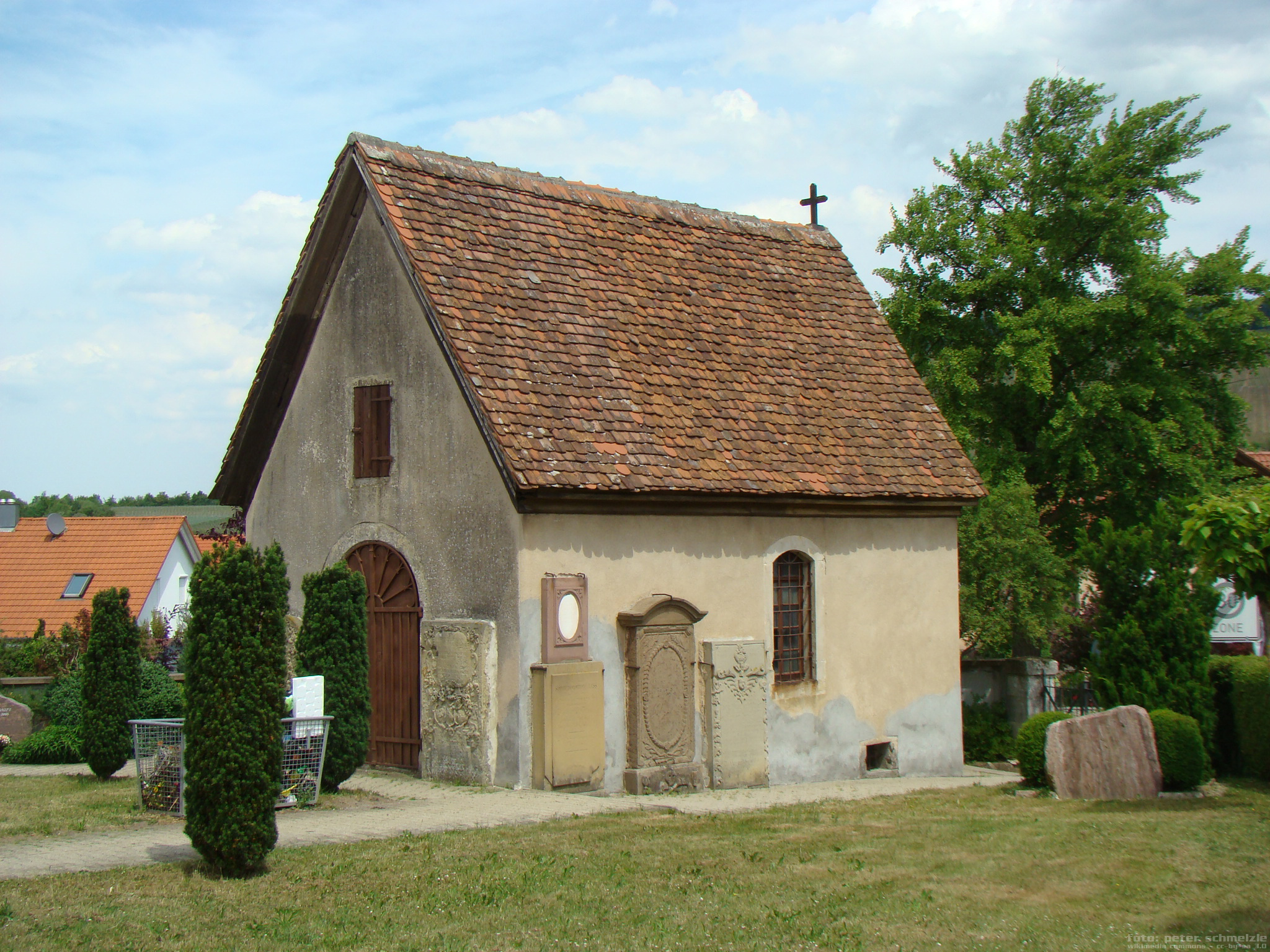
Wallfahrtskapelle in Obersulm-Weiler

Die Wallfahrtskapelle im Friedhof von Weiler, einem Ortsteil der Gemeinde Obersulm im Landkreis Heilbronn, geht auf das 16./17. Jahrhundert zurück und wurde 1844 zur Friedhofskapelle mit Familiengruft der Herren von Weiler umgestaltet. Die Kapelle ist in Sachgesamtheit mit den Grabdenkmälern der früheren Ortsherren ein Kulturdenkmal von besonderer Bedeutung.

## Geschichte
Für Weiler ist eine alte Marienwallfahrt belegt.
Das heutige schlichte kleine Bauwerk im Friedhof am nordwestlichen Ortsrand von Weiler stammt im Kern aus dem 16./17. Jahrhundert und diente wohl seit jeher außer als Wallfahrtsziel auch schon als Begräbnisstätte der Herren von Weiler. Als man eine Familiengruft an der Evangelischen Ortskirche 1844 abriss, wurde unter der Wallfahrtskapelle eine neue Familiengruft des Adelsgeschlechts eingerichtet. Ungefähr zur selben Zeit wurde auch der Friedhof erweitert, in dessen Norden sich weitere Grabstätten der Freiherren befinden.

## Beschreibung
Die Wallfahrtskapelle ist ein eingeschossiger, massiv erbauter und verputzter Bau mit Satteldach. Unter der Kapelle befindet sich eine Gruft. An der Außenwand der Kapelle sind verschiedene alte Grabmale der Ortsherrschaft angebracht.